# Kepler-452
Kepler-452 ist ein Gelber Zwerg im Sternbild Schwan, der etwa 1800 Lichtjahre von der Sonne entfernt ist. Der Stern hat eine der Sonne vergleichbare Oberflächentemperatur, ist jedoch um 20 % heller und hat einen um 10 % größeren Radius. Er hat die gleiche Spektralklasse (G2) wie die Sonne.
Die bisher schnellsten von Menschenhand gebauten Raumsonden Helios 1 und 2 würden knapp sechs Millionen Jahre brauchen, um die derzeitige Entfernung zwischen dem Sonnensystem und Kepler-452 zurückzulegen.

## Planetensystem
Aufgrund der Beobachtungen des Weltraumteleskops Kepler wurde am 23. Juli 2015 die Entdeckung eines Exoplaneten um Kepler-452 bekanntgegeben, der die Bezeichnung Kepler-452b erhielt. Der Planet hat etwa den 1,6-fachen Durchmesser der Erde und umkreist seinen Zentralstern innerhalb von jeweils 385 Erdtagen in dessen habitabler Zone. Möglicherweise handelt es sich bei Kepler-452b um einen Gesteinsplaneten, auf dem flüssiges Wasser vorhanden sein könnte. Der Earth Similarity Index dieses Trabanten beträgt 0,83. Auf der Liste potentiell bewohnbarer Planeten belegte Kepler-452b im Juli 2015 den Rang sechs.